# Рудольф Фенц
Рудольф Фенц (англ. Rudolph Fentz, также англ. Fenz) — персонаж популярной городской легенды, невольный «путешественник во времени», перенёсшийся из 1876 в 1950 год и сразу же после этого сбитый машиной. История широко распространилась в 1970-х и стала предметом многих статей; как позже выяснилось, она была взята из рассказа в жанре научной фантастики «Я испуган» американского писателя Джека Финнея.

## Городская легенда
Городская легенда о «путешественнике во времени» по имени Рудольф Фенц распространилась в 1970-х годах. Как правило, события описывались следующим образом: однажды в середине июня 1950 года прохожие заметили на Таймс-сквер необычно и крайне старомодно одетого мужчину. Он был растерян и удивлённо оглядывался по сторонам. Через несколько минут мужчина шагнул на дорогу и был насмерть сбит автомобилем.
В морге из карманов одежды погибшего извлекли пивной жетон на 5 центов с названием неизвестного бара; счёт за мойку экипажа, выданный несуществующей на тот момент конюшней на Лексингтон-авеню; около 70 долларов старыми банкнотами; визитку с именем Рудольфа Фенца, на которой значился его адрес проживания на Пятой Авеню в Нью-Йорке, и письмо, отправленное на этот же адрес в июне 1876 года из Филадельфии. За расследование дела взялся сотрудник Департамента полиции Нью-Йорка Губерт Рин (Рим). По указанному на визитке адресу на Пятой Авеню он обнаружил коммерческое предприятие, и имя Рудольфа Фенца его владельцу не было знакомо. Не было Фенца и в адресной книге города, а о его пропаже никто не заявлял.
Рин продолжал расследование и обнаружил некого Рудольфа Фенца-младшего в телефонном справочнике за 1939 год. Рин опросил жителей по указанному адресу и выяснил, что некогда здесь действительно проживал Рудольф Фенц, работавший неподалёку. После выхода на пенсию в 1940 году он переехал в другое место. Следователю удалось обнаружить во Флориде вдову Фенца-мл., который, как оказалось, умер пятью годами ранее. Она сказала, что её свёкор Рудольф Фенц пропал без вести в 1876 году в возрасте 29 лет. Рин нашёл в архивах фотографию Фенца и материалы дела о его пропаже. Мужчина на фотографии был идентичен погибшему. Капитан Рин, боясь показаться умалишённым, не обнародовал результаты своего расследования в официальных документах.
История Рудольфа Фенца упоминалась как реально случившееся событие во многих книгах и статьях, а позже стала популярной и в Интернете. Она часто использовалась как доказательство реальности перемещений во времени.

## Изучение
В 2000 году в испанском журнале Más Allá была опубликована 6-страничная статья об инциденте Regreso al futuro en el corazon de Manhattan (рус. Назад в будущее в сердце Манхэттена) за авторством Карлоса Каналеса, который к тому времени написал две книги по исследованиям паранормальных явлений и фольклора. Она привлекла внимание другого исследователя фольклора Криса Обека. Обек нашёл несколько аналогичных статей и упоминания этого случая в книгах, но обратил внимание на отсутствие каких-либо доказательств и источников легенды — она как будто «возникла из ничего» в 1970-х годах. В целом в разных источниках история была сходна, но подробности часто отличались и противоречили друг другу. Он исследовал журналы того времени и выяснил, что история переходила из страны в страну: от шведского Arcanum к норвежскому Fakta, в свою очередь от него к итальянскому Il Giornale dei Misteri, откуда пошла далее в Испанию и Францию.
После проведённых исследований он вынес заключение, что люди и события в этой истории являются вымышленными. Обек пришёл к выводу, что история пошла с появившейся в 1972 году на страницах журнала Journal of Borderland Research статьи, где это событие было преподнесено как реально имевшее место. Журнал имел спорную репутацию и был ориентирован на поклонников эзотерики и интересующихся НЛО. В свою очередь статья там ссылалась на книгу Ральфа Голланда A Voice from the Gallery 1952 года. Обек посчитал, что она и дала начало городской легенде.
После того, как в 2001 году Обек опубликовал результаты своих исследований в Akron Beacon Journal, к нему обратился поклонник научной фантастики Джордж Мёрфи, который выяснил, что изначальный источник был ещё старше. Им оказался рассказ «Я испуган» (англ. I'm Scared), опубликованный американским писателем Джеком Финнеем в 1951 году в газете Collier’s Weekly. История Фенца в нём аналогична той, что стала городской легендой, а повествование ведётся от лица капитана Губерта Рина.